# 5 Ekar, Gravaregården

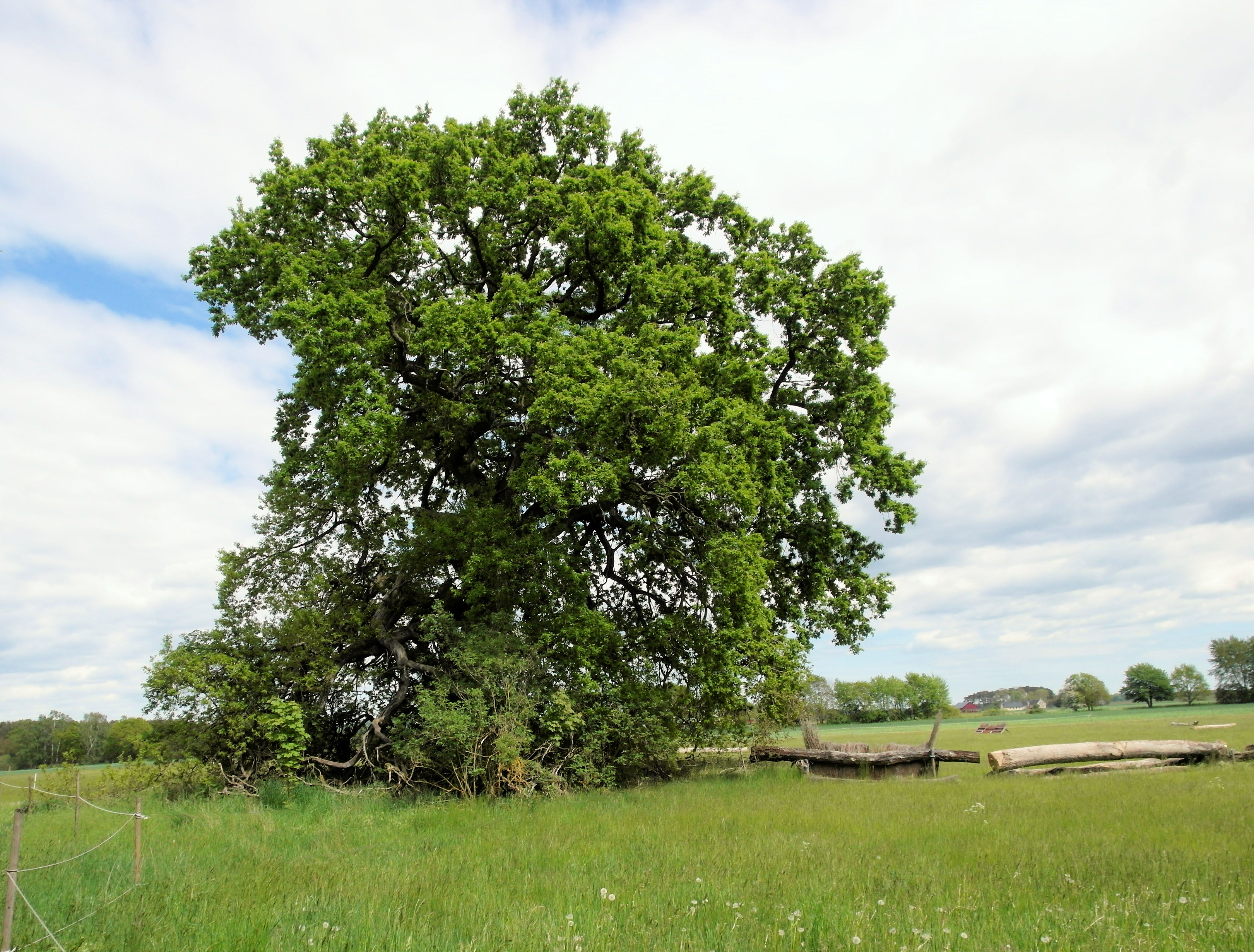
En av de fem ekarna.

Fem ekar (5 Ekar, Gravaregården) är ett naturminne i närheten av Torna Hällestad i Lunds kommun. Ekarna, som idag bara är fyra, står i två grupper på betesmark som tillhör Gravaregården och fridlystes i april 1959.
Vid en inventering år 2004 hade träden en omkrets i brösthöjd på mellan 3,4 meter och 4,55 meter. De omtalas av Lunds kommun som "evighetsträd" och är försedda med skyltar.